# Championnats d'Europe de natation 1970
Navigation
Édition précédente Édition suivante
La 12e édition des Championnats d'Europe de natation se déroule du 5 au 13 septembre 1970 à Barcelone en Espagne. Le pays accueille pour la première fois de son histoire cet événement organisé par la Ligue européenne de natation. Trois disciplines de la natation — natation sportive, plongeon et water-polo — figurent au programme, composé de 34 épreuves. 

## Tableau des médailles
| Rang  | Nation               | Or | Argent | Bronze | Total |
| ----- | -------------------- | -- | ------ | ------ | ----- |
| 1     | Allemagne de l'Est   | 16 | 9      | 9      | 34    |
| 2     | Union soviétique     | 6  | 4      | 8      | 18    |
| 3     | Allemagne de l'Ouest | 4  | 6      | 4      | 14    |
| 4     | Suède                | 3  | 2      | 2      | 7     |
| 5     | Hongrie              | 2  | 3      | 0      | 5     |
| 6     | Italie               | 1  | 2      | 2      | 5     |
| 7     | France               | 1  | 2      | 0      | 3     |
| 8     | Tchécoslovaquie      | 1  | 0      | 0      | 1     |
| 9     | Yougoslavie          | 0  | 3      | 1      | 4     |
| 10    | Espagne              | 0  | 2      | 2      | 4     |
| 11    | Pays-Bas             | 0  | 1      | 2      | 3     |
| 12    | Royaume-Uni          | 0  | 0      | 4      | 4     |
| Total | Total                | 34 | 34     | 34     | 102   |

## Natation

### Tableau des médailles en natation
| Rang  | Nation               | Or | Argent | Bronze | Total |
| ----- | -------------------- | -- | ------ | ------ | ----- |
| 1     | Allemagne de l'Est   | 14 | 7      | 8      | 29    |
| 2     | Union soviétique     | 5  | 4      | 6      | 15    |
| 3     | Allemagne de l'Ouest | 4  | 6      | 4      | 14    |
| 4     | Suède                | 3  | 2      | 2      | 7     |
| 5     | Hongrie              | 2  | 2      | 0      | 4     |
| 6     | France               | 1  | 2      | 0      | 3     |
| 7     | Yougoslavie          | 0  | 3      | 0      | 3     |
| 8     | Espagne              | 0  | 2      | 2      | 4     |
| 9     | Pays-Bas             | 0  | 1      | 2      | 3     |
| 10    | Royaume-Uni          | 0  | 0      | 4      | 4     |
| 11    | Italie               | 0  | 0      | 1      | 1     |
| Total | Total                | 29 | 29     | 29     | 87    |

### Résultats

#### Hommes
| Épreuve           | Or                                                                                | Argent                                                                            | Bronze                                                                           |
| Nage libre        |                                                                                   |                                                                                   |                                                                                  |
| 100 m libre       | Michel Rousseau (FRA)                                                             | Roland Matthes (GDR)                                                              | Georgiy Kulikov (URS)                                                            |
| 200 m libre       | Hans Fassnacht (FRG)                                                              | Gunnar Larsson (SWE)                                                              | Georgiy Kulikov (URS)                                                            |
| 400 m libre       | Gunnar Larsson (SWE)                                                              | Hans Fassnacht (FRG)                                                              | Santiago Esteva (ESP)                                                            |
| 1500 m libre      | Hans Fassnacht (FRG)                                                              | Werner Lampe (FRG)                                                                | Santiago Esteva (ESP)                                                            |
| Dos               |                                                                                   |                                                                                   |                                                                                  |
| 100 m dos         | Roland Matthes (GDR)                                                              | Santiago Esteva (ESP)                                                             | Bob Schoutsen (NED)                                                              |
| 200 m dos         | Roland Matthes (GDR)                                                              | Santiago Esteva (ESP)                                                             | Volker Werner (GDR)                                                              |
| Brasse            |                                                                                   |                                                                                   |                                                                                  |
| 100 m brasse      | Nikolay Pankin (URS)                                                              | Roger-Philippe Menu (FRA)                                                         | Rolf Klees (FRG)                                                                 |
| 200 m brasse      | Klaus Katzur (GDR)                                                                | Nikolay Pankin (URS)                                                              | Walter Kusch (FRG)                                                               |
| Papillon          |                                                                                   |                                                                                   |                                                                                  |
| 100 m papillon    | Hans Lampe (FRG)                                                                  | Udo Poser (GDR)                                                                   | Vladimir Nemshilov (URS)                                                         |
| 200 m papillon    | Udo Poser (GDR)                                                                   | Folkert Meeuw (FRG)                                                               | Hartmut Flöckner (GDR)                                                           |
| Quatre Nages      |                                                                                   |                                                                                   |                                                                                  |
| 200 m 4 nages     | Gunnar Larsson (SWE)                                                              | Matthias Pechmann (GDR)                                                           | Hans Ljungberg (SWE)                                                             |
| 400 m 4 nages     | Gunnar Larsson (SWE)                                                              | Hans Fassnacht (FRG)                                                              | Matthias Pechmann (GDR)                                                          |
| Relais            |                                                                                   |                                                                                   |                                                                                  |
| 4 × 100 m libre   | Union soviétique Vladimir Bure Viktor Mazanov Georgiy Kulikov Leonid Ilyichev     | Allemagne de l'Ouest Gerhard Schiller Rainer Jacob Folkert Meeuw Hans Fassnacht   | Allemagne de l'Est Roland Matthes Lutz Unger Frank Seebald Udo Poser             |
| 4 × 200 m libre   | Allemagne de l'Ouest Werner Lampe Olaf Von Schilling Folkert Meeuw Hans Fassnacht | Union soviétique Georgiy Kulikov Ahmed Anarbayev Aleksandr Samsonov Vladimir Bure | Allemagne de l'Est Lutz Unger Wilfried Hartung Roland Matthes Udo Poser          |
| 4 × 100 m 4 nages | Allemagne de l'Est Roland Matthes Klaus Katzur Udo Poser Lutz Unger               | France Jean-Paul Berjeau Roger-Philippe Menu Alain Mosconi Michel Rousseau        | Union soviétique Viktor Krasko Nikolay Pankin Vladimir Nemshilov Leonid Ilyichev |

#### Femmes
| Épreuve           | Or                                                                                      | Argent | Bronze                                                                           |
| Nage libre        |                                                                                         | |                                                                                  |
| 100 m libre       | Gabriele Wetzko (GDR)                                                                   | Mirjana Šegrt (YUG)                                                                                             | Alexandra Jackson (GBR)                                                          |
| 200 m libre       | Gabriele Wetzko (GDR)                                                                   | Mirjana Šegrt (YUG)                                                                                             | Yvonne Nieber (GDR)                                                              |
| 400 m libre       | Elke Sehmisch (GDR)                                                                     | Gunilla Jonsson (SWE)                                                                                           | Karin Tülling (GDR)                                                              |
| 800 m libre       | Karin Neugebauer (GDR)                                                                  | Linda De Boer (NED)                                                                                             | Novella Calligaris (ITA)                                                         |
| Dos               |                                                                                         | |                                                                                  |
| 100 m dos         | Tinatin Lekveishvili (URS)                                                              | Andrea Gyarmati (HUN)                                                                                           | Cobie Buter (NED)                                                                |
| 200 m dos         | Andrea Gyarmati (HUN)                                                                   | Barbara Hofmeister (GDR)                                                                                        | Tinatin Lekveishvili (URS)                                                       |
| Brasse            |                                                                                         | |                                                                                  |
| 100 m brasse      | Galina Stepanova-Prozumenchikova (URS)                                                  | Uta Frommater (FRG)                                                                                             | Alla Grebennikova (URS)                                                          |
| 200 m brasse      | Galina Stepanova-Prozumenchikova (URS)                                                  | Alla Grebennikova (URS)                                                                                         | Dorothy Harrison (GBR)                                                           |
| Papillon          |                                                                                         | |                                                                                  |
| 100 m papillon    | Andrea Gyarmati (HUN)                                                                   | Helga Lindner (GDR)                                                                                             | Edeltraut Koch (FRG)                                                             |
| 200 m papillon    | Helga Lindner (GDR)                                                                     | Mirjana Šegrt (YUG)                                                                                             | Evelyn Stolze (GDR)                                                              |
| Quatre Nages      |                                                                                         | |                                                                                  |
| 200 m 4 nages     | Martina Grunert (GDR)                                                                   | Evelyn Stolze (GDR)                                                                                             | Shelagh Ratcliffe (GBR)                                                          |
| 400 m 4 nages     | Evelyn Stolze (GDR)                                                                     | Brigitte Schuchardt (GDR)                                                                                       | Shelagh Ratcliffe (GBR)                                                          |
| Relais            |                                                                                         | |                                                                                  |
| 4 × 100 m libre   | Allemagne de l'Est Gabriele Wetzko Iris Komar Elke Sehmisch Sabina Schulze              | Hongrie Andrea Gyarmati Judit Turoczy Edit Kovács Magdolna Patoh                                                | Suède Elisabeth Berglund Eva Andersson Anita Zamowiecki Gunilla Jonsson          |
| 4 × 100 m 4 nages | Allemagne de l'Est Barbara Hofmeister Brigitte Schuchardt Helga Lindner Gabriele Wetzko | Union soviétique Tinatin Lekveishvili Galina Stepanova-Prozumenchikova Valentina Tutayeva Tatyana Zolotnitskaya | Allemagne de l'Ouest Angelika Kraus Uta Frommater Heike Nagel Heidemarie Reineck |

## Water polo
| Épreuve | Médaille d'or | Médaille d'argent | Médaille de bronze |
| Hommes  | URSS          | Hongrie           | Yougoslavie        |

## Plongeon
| Épreuve         | Médaille d'or         | Médaille d'argent    | Médaille de bronze              |
| Hommes          |                       |                      |                                 |
| Tremplin de 3 m | Franco Cagnotto (ITA) | Klaus Dibiasi (ITA)  | Vladimir Vasin (URS)            |
| Haut vol à 10 m | Lothar Matthes (GDR)  | Klaus Dibiasi (ITA)  | Franco Cagnotto (ITA)           |
| Femmes          |                       |                      |                                 |
| Tremplin de 3 m | Heidi Becker (GDR)    | Marina Janicke (GDR) | Tamara Safonova-Fyedosova (URS) |
| Haut vol à 10 m | Milena Duchková (TCH) | Marina Janicke (GDR) | Sylvia Fiedler (GDR)            |